# História da Namíbia
Os primeiros seres humanos a habitar o atual território namibiano foram os khoisans, povos caçadores-coletores. Por volta do século I, com a expansão bantu pelo sul da África, os bantus passaram a ser a etnia predominante no atual território namibiano, expulsando ou se mesclando aos khoisans. O atual porto de Walvis Bay foi descoberto pelos europeus em 1487 pelo navegador português Bartolomeu Dias, mas a região não foi reclamada para a coroa portuguesa, provavelmente por estar isolada no meio do deserto do Namibe. Em Janeiro de 1793, Walvis Bay foi reclamada pelos holandeses. Em 1878, com a anexação da colónia do Cabo da Boa Esperança pelos ingleses, Walvis Bay passou a fazer parte dos domínios ingleses no sul da África.

Na sequência da Conferência de Berlim, em 1885, a Alemanha passou a administrar o território do Sudoeste Africano, que correspondia ao atual território da Namíbia. 

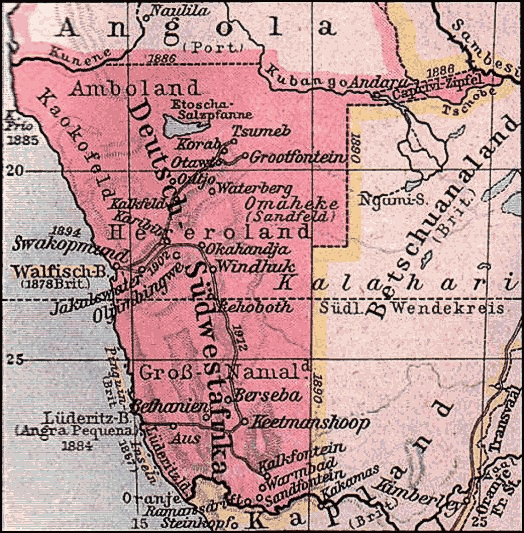
Carta do Sudoeste Africano Alemão

Entre 1904 e 1907, os hereros e os namaquas se revoltaram contra o domínio alemão: em resposta, os alemães realizaram o genocídio dos hererós e namaquas. O domínio alemão durou até a Primeira Guerra Mundial (1914-1918). Com a derrota alemã na guerra, a União Sul-Africana (atual África do Sul) obteve o mandato da Liga das Nações para administrar o território. Porém, em 1945, a União Sul-Africana não o substituiu por um mandato da Organização das Nações Unidas (a organização internacional que sucedeu a Liga das Nações nesse ano), ficando a ocupar o território ilegitimamente como se fosse uma quinta província sul-africana (na época, a União Sul-Africana era dividida em quatro províncias).

## Independência

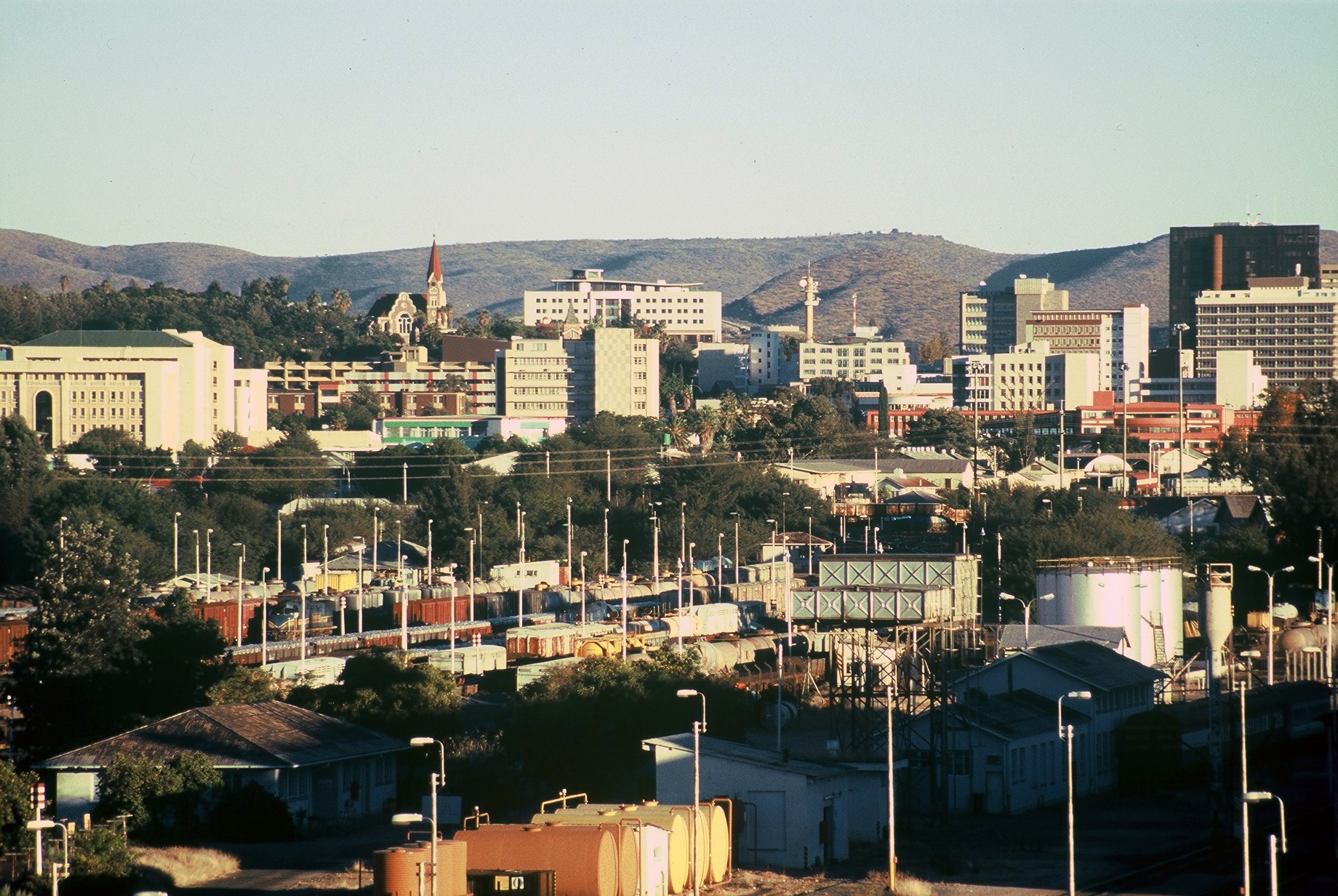
Windhoek, Namíbia

Em 21 de Março de 1966, a SWAPO (South-West Africa People's Organisation), um movimento independentista namibiano, lançou uma guerra de guerrilha contra as forças ocupantes sul-africanas, mas só em 1988 o governo sul-africano aceitou terminar a sua administração do território, de acordo com um plano de paz da Organização das Nações Unidas para toda a região. Em 1990, o Sudoeste Africano tornou-se independente com o nome de Namíbia, mas Walvis Bay continuou sob controle da África do Sul até 28 de Fevereiro de 1994, quando, então, uniu-se à Namíbia, depois de pressões da população local.

## Galeria

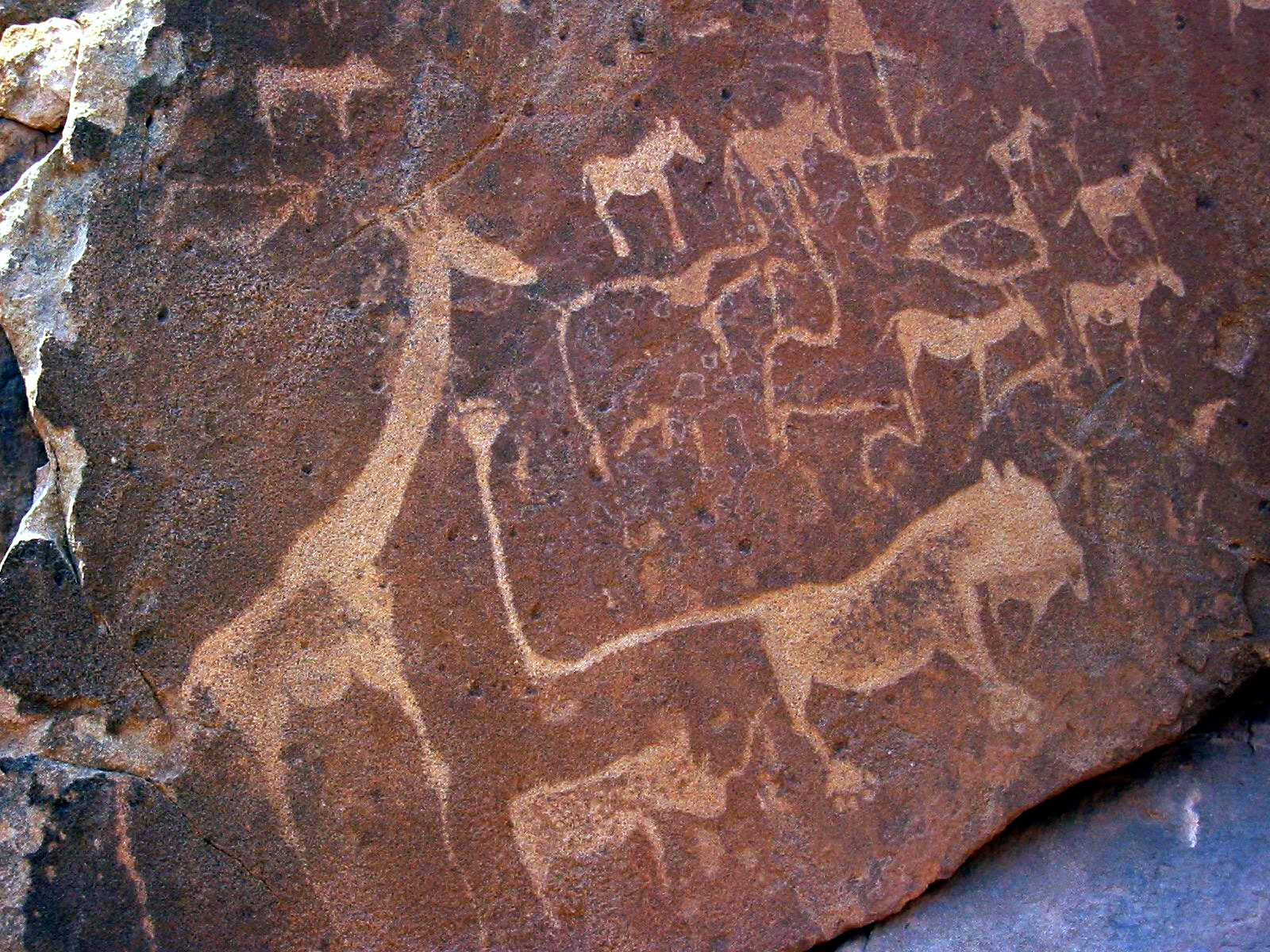
Pinturas rupestres San de Twyfelfontein
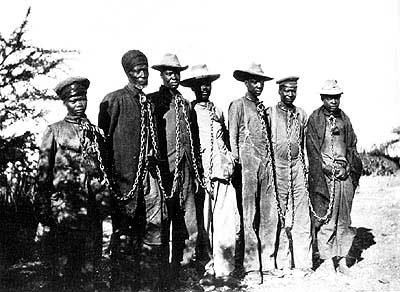
Hereros acorrentados por volta de 1904
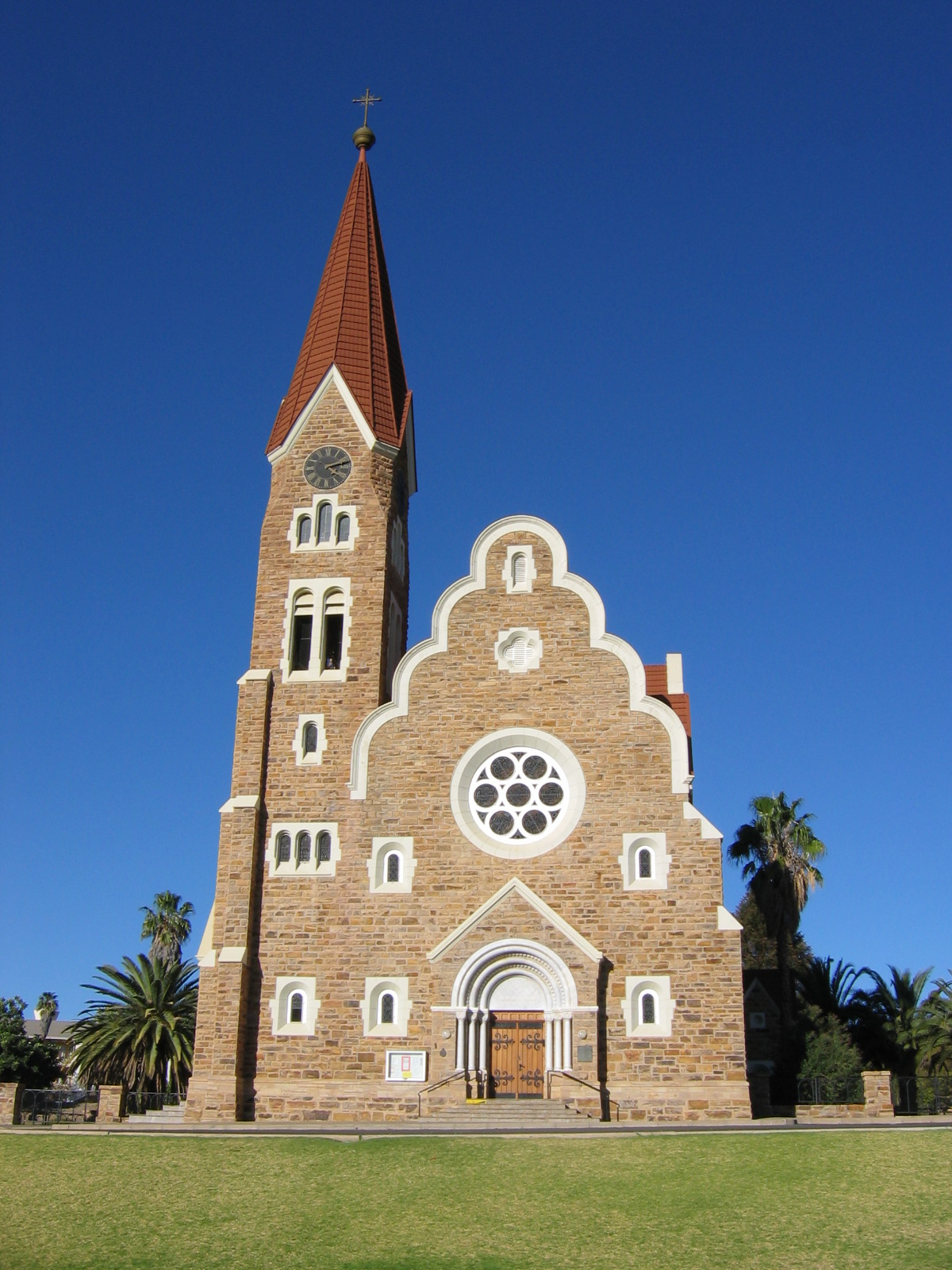
Igreja luterana de Windhoek (1910), herança colonial dos missionários alemães que evangelizaram o Sudoeste Africano
Bandeira (não oficial) do Sudoeste Africano Alemão a partir de 1913
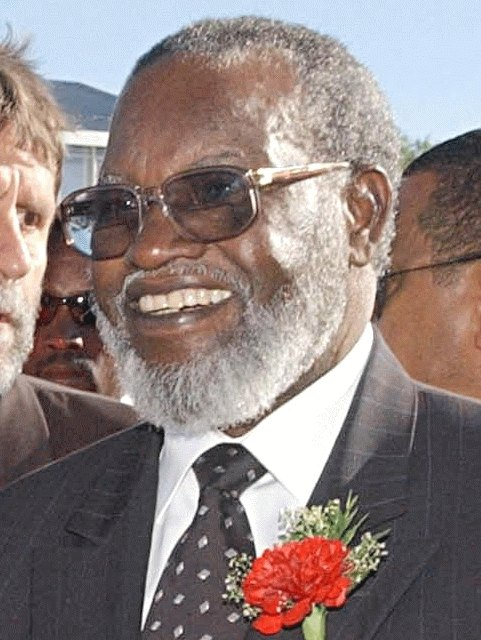
Sam Nujoma, o primeiro presidente namibiano (1990-2005)
A atual bandeira da Namíbia